# Don't Cry Daddy
"Don't Cry Daddy" er en komposition fra 1969 af Mac Davis, længde 2 minutter 50 sekunder.
Sangen er indsunget af Elvis Presley den 15. januar 1969 i American Studios i Memphis og udsendt som A-side på en singleplade med sangen "Rubberneckin'" (Dory Jones, Bunny Warren) som B-side.
Elvis havde i en periode sangen på sit koncertrepertoire, og en optagelse fra en koncert på The International Hotel i Las Vegas den 17. februar 1970 blev i november 1981 udsendt på albummet Greatest Hits Volume One. "Don't Cry Daddy" findes endvidere på CD'en 2nd To None, som blev udsendt af RCA i 2003 som en naturlig opfølger på forrige års succesudgivelse ELV1S 30 #1 HITS.
I 1997 trick-indspillede Elvis' datter, Lisa Marie Presley, en duet af "Don't Cry Daddy" med sin far. Den blev aldrig udsendt, men blev som video vist under jubilæumsforestillingen 'The 20th Anniversary Elvis Concert' i Memphis, der markerede 20-året for Elvis Presleys død.

## Sangens handling
"Don't Cry Daddy" foregår i tankerne hos en mand, hvis hustru og børnenes mor ikke længere er til. Rollerne er faderen, moderen, en søn og endnu en søn ved navn Tommy.
Faderen sidder ved morgenkaffen og tænker på, hvordan hans hovedpude er gennemblødt efter nattens tårer, og han funderer over, hvorfor børn altid kan opfange de voksnes sorger og savn, selv om man forsøger at skjule det. Og så er det, at den lille dreng siger til sin far, at han ikke skal græde længere, for "du har jo mig og lille Tommy, og sammen finder vi en helt ny mor".